# Chaoborus anomalus
Chaoborus anomalus är en tvåvingeart som beskrevs av Edwards 1930. Chaoborus anomalus ingår i släktet Chaoborus och familjen tofsmyggor. Inga underarter finns listade i Catalogue of Life.